# Seznam lesnických škol v Česku
Toto je seznam lesnických škol v České republice:
1. SOU Abertamy, střední odborné učiliště
2. SOU Harrachov, střední odborné učiliště
3. SOU Hejnice, střední odborné učiliště
4. SOU Křivoklát, Střední lesnická škola a Střední odborné učiliště Křivoklát[2]
5. SOU Lesonice, střední odborné učiliště
6. SOU Lomnice nad Popelkou, střední odborné učiliště
7. SOU Nové Město na Moravě, střední odborné učiliště
8. SOU Rokycany (Březina), střední odborné učiliště
9. SOU Sedlčany, střední odborné učiliště
10. SOU Svoboda nad Úpou, střední odborné učiliště
11. SOU Šternberk, střední odborné učiliště
12. SLŠ Bzenec, Střední škola gastronomie, hotelnictví a lesnictví Bzenec[3]
13. SLŠ Frýdlant, Střední škola hospodářská a lesnická Frýdlant[4]
14. SLŠ Hranice na Moravě, Střední lesnická škola Hranice (Hranice (okres Přerov))[5]
15. SLŠ Kroměříž, Střední odborná škola svatého Jana Boska[6]
16. SLŠ Křivoklát, Střední lesnická škola a Střední odborné učiliště Křivoklát[2]
17. SLŠ Písek, střední lesnická škola
18. SLŠ Šluknov, Střední lesnická škola a Střední odborná škola Šluknov[7]
19. ČLA Trutnov, Česká lesnická akademie Trutnov[8], je střední škola a vyšší odborná škola
20. SLŠ Žlutice, střední lesnická škola
21. VOŠL Písek, Vyšší odborná škola lesnická a Střední lesnická škola Bedřicha Schwarzenberga[9]
22. VOŠL Trutnov, Česká lesnická akademie Trutnov[10], je střední škola a vyšší odborná škola
23. FLD ČZU, Fakulta lesnická a dřevařská České zemědělské univerzity v Praze[11], je vysoká škola
24. LDF MdU, Lesnická a dřevařská fakulta Mendelovy univerzity v Brně[12], je vysoká škola

## Zaniklé, přejmenované a sloučené školy
- SOU Obora Kněžičky / SOU Kněžičky, bylo střední odborné učiliště v letech 1948 až 1998
- SLŠ / Střední škola lesnická a rybářská Bzenec
- SLŠ/SŠZL Frýdek-Místek, Střední škola zemědělská a lesnická, v roce 2010 sloučena do Střední odborné školy Frýdek-Místek[13]
- SLŠ Kostelec, Střední škola zemědělská a ekologická a střední odborné učiliště chladicí a klimatizační techniky Kostelec nad Orlicí, obor lesnicví zrušen[14]
- SLŠ Šluknov, Střední lesnická škola a Střední odborná škola sociální Šluknov
- Vyšší lesnická škola v Nových Zákupech (fungovala 1905-1940)
- SLŠ Vimperk, Integrovaná střední škola lesnická, Vimperk byla v roce 2006 sloučena s VOŠ a SLŠ Bedřicha Schwarzenberga, Písek[15]
- SLŠ/SVLŠ Trutnov, Státní vyšší lesnická škola, dnešní Česká lesnická akademie Trutnov
- VŠ Brno, Mendelova zemědělská a lesnická univerzita v Brně. Tento název nesla Mendelova univerzita v Brně do 31. prosince 2009.
- VŠ Praha, Vysoká škola zemědělského a lesního inženýrství v Praze[16] Škola měla sídlo v Dejvicích, kde existovala až do 8. července 1952, kdy byla vládním nařízením č. 30 Sb. vytvořena samostatná Vysoká škola zemědělská v Praze. Studium lesnictví bylo odděleno a lesnická fakulta zůstala součástí ČVUT až do roku 1959, kdy byla lesnická fakulta přičleněna k VŠZ. V roce 1964 byla zrušena a fungovala jako samostatná organizační jednotka „Vědecký lesnický ústav“, který byl v roce 1981 přebudován na Ústav aplikované ekologie a ekotechniky.